# Athletissima 2011
Athletissima 2011 – mityng lekkoatletyczny, który odbył się 30 czerwca w Lozannie. Zawody były kolejną odsłoną prestiżowej Diamentowej Ligi.

## Rezultaty

### Mężczyźni
| Konkurencja:               | 1. miejsce           | Rezultat | 2. miejsce         | Rezultat | 3. miejsce          | Rezultat |
| Bieg na 100 m              | Asafa Powell         | 9,78     | Michael Frater     | 9,88     | Christophe Lemaitre | 9,95     |
| Bieg na 400 m              | Jermaine Gonzales    | 45,27    | Kévin Borlée       | 45,37    | Tabarie Henry       | 45,57    |
| Bieg na 800 m              | David Lekuta Rudisha | 1:44,15  | Marcin Lewandowski | 1:45,01  | Amine Laâlou        | 1:45,11  |
| Bieg na 5000 m             | Vincent Chepkok      | 12:59,13 | Imane Merga        | 12:59,47 | Eliud Kipchoge      | 12:59,71 |
| Bieg na 110 m przez płotki | Dayron Robles        | 13,12    | Dwight Thomas      | 13,16    | Jason Richardson    | 13,17    |
| Bieg na 400 m przez płotki | David Greene         | 48,41    | Javier Culson      | 48,73    | Justin Gaymon       | 49,21    |
| Skok o tyczce              | Renaud Lavillenie    | 5,83     | Malte Mohr         | 5,73     | Lázaro Borges       | 5,63     |
| Trójskok                   | Teddy Tamgho         | 17,91    | Phillips Idowu     | 17,52    | Alexis Copello      | 17,06    |
| Pchnięcie kulą             | Christian Cantwell   | 21,83    | Ryan Whiting       | 21,76    | Tomasz Majewski     | 21,55    |
| Rzut oszczepem             | Andreas Thorkildsen  | 88,19    | Siergiej Makarow   | 87,12    | Matthias de Zordo   | 83,65    |

### Kobiety
| Konkurencja:                  | 1. miejsce      | Rezultat | 2. miejsce                            | Rezultat | 3. miejsce         | Rezultat |
| Bieg na 200 m                 | Marija Riemień  | 22,85    | Debbie Ferguson McKenzie              | 22,93    | Ołesia Powch       | 23,04    |
| Bieg na 400 m                 | Amantle Montsho | 50,23    | Sanya Richards-Ross                   | 50,61    | Natasha Hastings   | 51,07    |
| Bieg na 1500 m                | Morgan Uceny    | 4:05,52  | Anna Miszczenko                       | 4:06,00  | Hind Déhiba Chahyd | 4:06,58  |
| Bieg na 3000 m z przeszkodami | Milcah Chemos   | 9:19,87  | Sofia Assefa                          | 9:20,50  | Mercy Njoroge      | 9:20,51  |
| Bieg na 100 m przez płotki    | Sally Pearson   | 12,47w   | Danielle Carruthers                   | 12,48w   | Tiffany Porter     | 12,64    |
| Skok wzwyż                    | Anna Cziczerowa | 1,95     | Swietłana Szkolina Wiktorija Stiopina | 1,90     |                    |          |
| Skok w dal                    | Brittney Reese  | 6,85     | Daria Kliszyna                        | 6,76     | Shara Proctor      | 6,66     |
| Rzut dyskiem                  | Yarelis Barrios | 64,29    | Aretha Thurmond                       | 63,85    | Nadine Müller      | 63,58    |
| Sztafeta 4 x 100 m            | Niemcy          | 43,35    | Szwajcaria                            | 43,90    | Litwa              | 44,70    |

## Rekordy
Podczas mityngu ustanowiono 3 krajowe rekordy w kategorii seniorów:
| Zawodnik                                                      | Reprezentacja | Konkurencja        | Rezultat |
| ------------------------------------------------------------- | ------------- | ------------------ | -------- |
| Christophe Lemaitre                                           | Francja       | bieg na 100 m      | 9,95     |
| Jaysuma Saidy Ndure                                           | Norwegia      | bieg na 100 m      | 9,99     |
| Mujinga Kambundji Jacqueline Gasser Clélia Reuse Léa Sprunger | Szwajcaria    | sztafeta 4 x 100 m | 43,90    |